# Йосиф Піснеписець
Йо́сиф Піснепи́сець (816, Сиракуза — 883, Константинополь) — християнський святий.

## Біографія
Народився на Сицилії у благочестивій християнській родині. Його батьки, Плотин та Агафія, рятуючись від нашестя варварів, переселились на Пелопонес. У 15-річному віці святий Йосиф пішов до монастиря у Фессалоніках.